# Tomohisa Yoshida
Tomohisa Yoshida (吉田 智尚 Yoshida Tomohisa?), född 27 maj 1984 i Tokyo prefektur, är en japansk före detta fotbollsspelare.
Yoshida började sin karriär 2003 i Oita Trinita. Efter Oita Trinita spelade han för Ehime FC, Mito HollyHock, Zweigen Kanazawa, FC Machida Zelvia, Fukushima United FC och Nara Club. Han avslutade karriären 2015.